# 田邉篤
田邉 篤（たなべ あつし、1984年1月10日 - ）は、日本のラグビー選手。

## プロフィール
- 東京都出身。
- ポジションはプロップ(PR)。
- 身長 173cm、体重 105kg
- ニックネームはゴリ。
- U23日本代表候補に選ばれたことがある[1]。
- 関東代表に選ばれたことがある[2]。

## 来歴
2002年、帝京高校卒業後、帝京大学に入る。
2006年、帝京大学卒業後、日本IBMビッグブルーに加入。同年9月2日に行われたジャパンラグビートップリーグ第1節のコカ･コーラウエストレッドスパークス戦に途中出場で公式戦初出場を果たす。
2009年、横河武蔵野アトラスターズに加入。
2010年、近鉄ライナーズに加入
2016年10月にトップリーグ100試合出場を達成。
2017年、NTTドコモレッドハリケーンズに加入。
2018年、釜石シーウェイブスに加入。
2019年、釜石シーウェイブスを退団した。